# In Flames
In Flames (с англ. — «В пламени») — шведская метал-группа. На 2011 год продано более 2,5 миллионов записей группы по всему миру.

## История
Группа была основана в 1990 году ударником и гитаристом Йеспером Стрёмбладом как сайд-проект его основной группы Ceremonial Oath.
В 1993 году Стрёмблад покинул группу и сосредоточился на In Flames. К нему присоединились гитарист Гленн Люнгстрём и басист Йохан Ларссен, сформировав первый состав группы. Стрёмблад попросил Микаэля Станне, ритм-гитариста группы Dark Tranquillity, записать вокал для демо In Flames. Кроме того к группе временно присоединился гитарист Карл Нёсланд.
Этот состав и записал песни для Demo '93, которое произвело хорошее впечатление на компанию Wrong Again Records. Тем же составом в 1994 году они выпустили на этом лейбле дебютный альбом Lunar Strain. Станне не мог продолжать участвовать в группе, поскольку был занят в Dark Tranquillity, где также взял на себя обязанности вокалиста после ухода Андерса Фридена в Ceremonial Oath.
После успешного первого альбома Стрёмблад занялся вплотную поиском вокалиста и ударника.
В 1994 году группа записала ряд песен, вокальные партии на которых исполнили Henke Forss (Dawn), Jocke Gothberg (Marduk), Robert Dahne, Per Gyllenbäck. Результатом этих записей стал мини-альбом Subterranean.
В 1995 году Ceremonial Oath прекратила своё существование, и Стрёмблад пригласил на место вокалиста Андерса Фридена. Место за ударными занял Бьёрн Гелотте. В новом составе осенью 1995 года In Flames записала второй альбом — The Jester Race, который увидел свет летом следующего года, обложку к нему делал Андреас Маршалл. Продюсером группы, начиная с этого альбома, стал Фредерик Нордстрём. В поддержку альбома группа провела тур с группами Dimmu Borgir, Samael и Kreator.
Этим альбомом коллектив привлёк к себе внимание как в Европе так и в Японии, получив контракт с японским лейблом Toys Factory. Быстро растущая популярность In Flames и многочисленные гастроли позволили группе подписать новый контракт с крупнейшим немецким метал-лейблом Nuclear Blast. Затем в феврале 1997 года был выпущен мини-CD «Black-Ash Inheritance», предварявший выход большого альбома. Таким образом в 1997 году группа In Flames выпустила подряд мини «Black-Ash Inheritance» и полный альбом Whoracle, выдержанный в стиле The Jester Race.
Параллельно Стрёмблад вместе с Оскаром Дроньяком создал пауэр-метал-группу HammerFall, где играл на ударных. Туда же перешли Гленн Люнгстрём и Йохан Ларссен, а вокалистом первое время был всё тот же Станне. С 1993 по 1997 год составы HammerFall и In Flames практически совпадали. Однако после записи дебютного альбома Стрёмблад покинул HammerFall и сосредоточился на работе в In Flames, где теперь играл только как гитарист, найдя постоянного ударника.
С 1997 года состав заметно поменялся. Гелотте переключился на лидер-гитару, а на ударных стал играть Даниэль Свенсон, новым басистом стал Петер Иверс. В этом составе был записан альбом Colony и последующие — с 1998 по 2010 состав больше не менялся. Группа завоевала известность среди поклонников тяжёлой музыки, провела успешный тур по США и Японии.

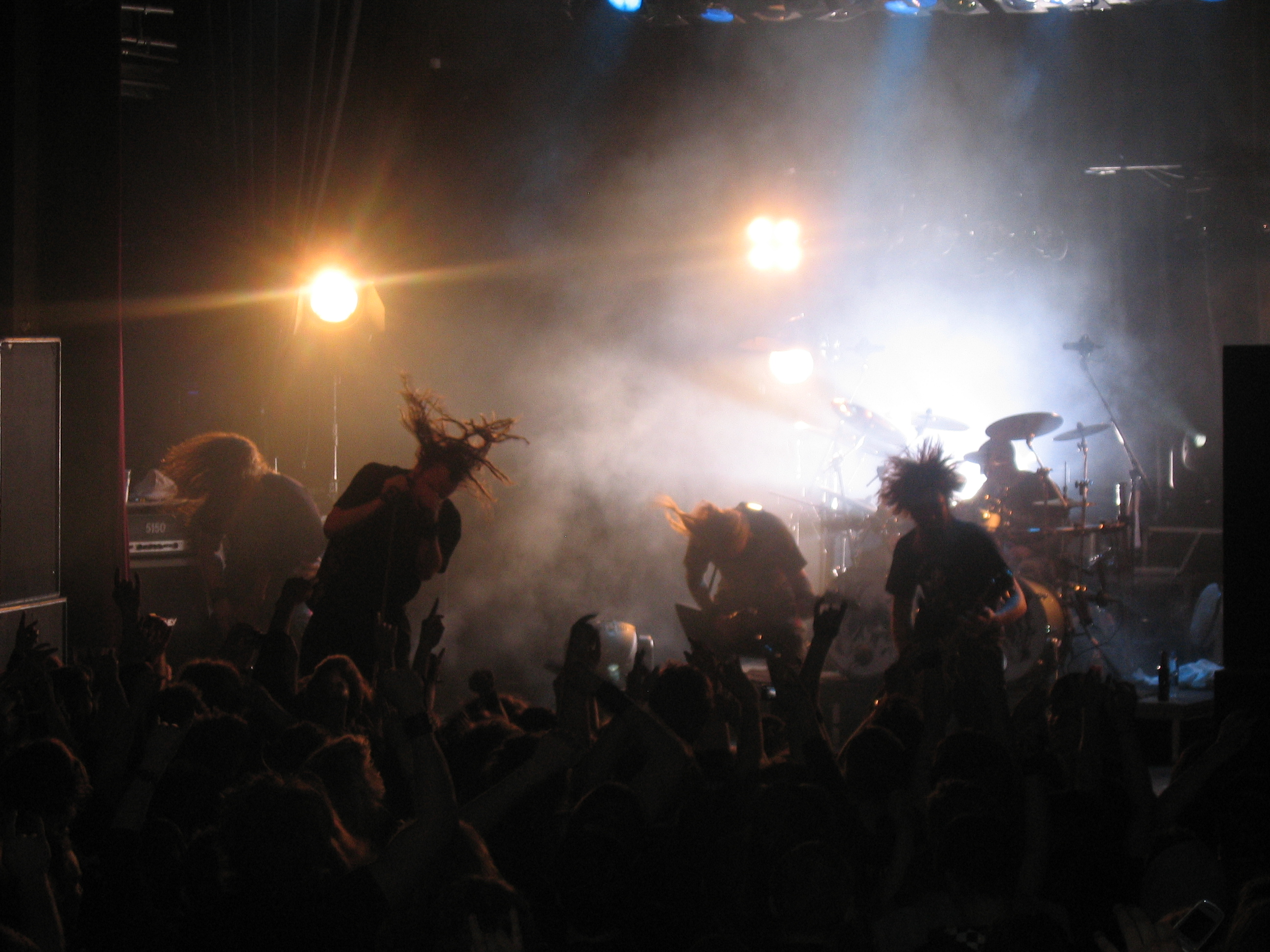
In Flames (2007 год)

Называется[кем?] дата 6 августа 2001 года, как дата релиза первого концертного альбома группы «Live in Japan». Концертный альбом «The Tokyo Showdown» был записан в ходе турне в Японию в 2000 году, проводившегося в поддержку альбома «Clayman». В одном только 2000 году In Flames отыграли более 150 концертов, прежде чем в следующем засели за написание песен для этого самого альбома. Японский журнал «Burrn! Magazine» признал Йеспера Стрёмблада лучшим композитором года.
Весной 2002 года в Dug-Out Studio в г. Упсала (Швеция) группа записала очередной студийный альбом — Reroute to Remain. Продюсером выступил Даниэль Бергстранд (Daniel Bergstrand). Альбом вышел в 2 сентября 2002 года в Европе, 3 сентября 2002 года — в США. В июле 2002 года было снято также видео для композиции «Cloud Connected».
В 2004 году в Швеции In Flames завоевала награду P3 Guld Award Show в номинации «Лучший альбом 2004 года».
В январе 2007 года In Flames получила национальную премию «Грэмми» в Швеции в категории «Best Hard Rock» за альбом Come Clarity (Nuclear Blast) на церемонии в зале Hovet в Стокгольме.
В феврале 2010 группу покинул основатель, гитарист Йеспер Стрёмблад. С 2009 года он лечился от алкоголизма в реабилитационной клинике. Таким образом, в группе не осталось ни одного изначального участника.
В январе 2011 было объявлено, что In Flames выступят на Sonisphere Festival в городе Knebworth, а также на Mayhem Festival 2011 наряду с такими метал-группами, как Trivium, Machine Head, Megadeth, Godsmack, и Disturbed.
24 января 2011 года стало известно, что группа закончила запись своего нового альбома, выход которого, по предварительным данным, ожидался в мае—июне того же года.
28 февраля на официальной странице группы в сети Facebook, так же как и на официальной странице Inflames.com, было опубликовано, что свободное после ухода Йеспера Стрёмблада место в коллективе занял бывший гитарист группы Engel Niclas Engelin
В марте 2011 года группа подписала контракт с немецкой звукозаписывающей компанией Century Media Records.
6 апреля 2011 года командой было объявлено о названии и дате выхода сингла с грядущего альбома. Песня получила название «Deliver Us» и вышла 6 мая, а 20 мая вышло видео на этот сингл, причём в свободном доступе и формате 720p. Релиз же самого альбома был намечен на 15 июня в Швеции и 20 июня в остальных европейских странах. Альбом получил название Sounds of a Playground Fading. Для него было записано тринадцать песен. Запись проходила в собственной студии группы в Гётеборге со звукоинженером Роберто Лаги. 6 июня, за 9 дней до выхода альбома в свет, произошла утечка — все песни альбома стало возможно найти в интернете с качеством mp3 192 kbs.
В апреле 2011 года Иверс и Гелотте совместно занялись бизнесом, открыв в своём родном городе ресторан. Ресторан получил своё название в честь альбома Rush «2112».
В ноябре 2011 года вышел одноимённый сингл, клип и мини-альбом «Where The Dead Ships Dwell», в записи которого принимали участие немецкий рэпер Каспер (Casper), драм-н-бэсс группа THE QEMISTS и Кристоф Батори (Kristof Bathory), вокалист блэк-металлического состава DAWN OF ASHES.
В том же ноябре вышел EP «8 songs», содержащий в себе, помимо известных хитов с альбома Sounds of a Playground Fading и концертных записей прошлых лет, композиции — «Discover Me Like Emptiness» и «Our Infinite Struggle», выходившие ранее бонус-треками к альбомам группы.
После череды концертных туров группы был анонсирован одиннадцатый по счету альбом под названием Siren Charms, дата выхода — 5 сентября 2014 года. Альбом состоит из 11 треков, один из которых — «Rusted Nail» — вышел синглом 13 июня 2014 года.
7 ноября 2015 года Даниэль Свенсон опубликовал заявление, в котором сообщил о своём уходе из In Flames, чтобы проводить больше времени со своей семьёй. Последний концерт с его участием состоялся 20 ноября в Лейпциге.
5 апреля 2016 года Андерс Фриден в своем аккаунте Instagram объявил о записи нового альбома.
25 августа In Flames анонсировали название альбома — The Battles, а также его дату выхода — 11 ноября 2016 года. На следующий день вышли два сингла группы: «The Truth» и «The End».
15 сентября 2016, в преддверии выступления на фестивале, был представлен новый барабанщик Джо Рикард (Joe Rickard).
В декабре 2016 года Питер Иверс объявил об уходе из группы после окончания тура с Hellyeah по США. Заменить его на концертах пришёл Хоган Скогёр, бас-гитарист сайд проекта Фридена — Passenger, однако позже был заменен американским басистом Брюсом Полом. Далее Питер Иверс заявил о себе в группе CYHRA, совместно с её основателем Йеспером Стрёмбладом, однако в 2018 году ушёл и оттуда.
16 ноября 2017 года In Flames в сотрудничестве с Eleven Seven Music Group, WMG и The Orchard Music представили свой новый мини-альбом, который получил название «Down, Wicked & No Good». Пластинка включила 4 трека, кавер-версии известных исполнителей: It’s No Good (Depeche Mode), Down In a Hole (Alice in Chains), Wicked Game (Chris Isaak), Hurt (Nine Inch Nails). Напомним, что к творчеству Depeche Mode музыканты In Flames обращались ещё 20 лет назад до этого: в 1997 году в альбоме Whoracle была использована кавер-версия композиции Everything Counts из альбома Depeche Mode 1983 года.
Летом 2018 Джо Рикард покинул группу из за проблем со здоровьем. 6 июля было объявлено, что место ударника занял Таннер Уэйн, известный по работе с Underminded, Scary Kids Scaring Kids и Chiodos.
В конце 2018 года было объявлено, что Никлас Энгелин приостановил своё участие в турах группы в связи с «личными проблемами». На концерте его заменял бывший гитарист Megadeth Крис Бродерик.
1 марта 2019 года был выпущен альбом «I, the Mask».
В августе 2020 года выходит ремастированное издание альбома 2000 года Clayman.
29 октября 2021 года стало известно, что бывшие участники In Flames Микаэль Станне, Йеспер Стрёмблад, Питер Иверс, Даниэль Свенссон и Никлас Энгелин создали группу под названием The Halo Effect. Был опубликован тизер к их дебютному клипу «Shadowminds», релиз которого состоялся 9 ноября.
19 ноября 2022 года Андерс Фриден в интервью журналу Metal Hammer UK подтвердил окончательный уход Энгелина из группы, таким образом, Крис Бродерик стал полноправным участником группы. Бродерик также принял участие в записи нового альбома группы — Foregone, релиз которого состоялся 10 февраля 2023 года.
7 июня 2023 года группу покинул Брайс Пол, игравший в In Flames с 2017 года.

## Дискография
- Lunar Strain (1994)
- The Jester Race (1996)
- Whoracle (1997)
- Colony (1999)
- Clayman (2000)
- Reroute to Remain (2002)
- Soundtrack to Your Escape (2004)
- Come Clarity (2006)
- A Sense of Purpose (2008)
- Sounds of a Playground Fading (2011)
- Siren Charms (2014)
- Battles (2016)
- I, the Mask (2019)
- Foregone (2023)

## Состав
| - Андерс Фриден — вокал (1995—наши дни) - Бьорн Гелотте — ударные (1995—1998), гитара (1998—наши дни) - Лиам Уилсон — бас-гитара (2023 — наши дни) - Крис Бродерик — гитара (2022 — наши дни) (сессионный участник 2019—2022) | - Микаэль Станне — вокал (1994) - Хенке Форсс — вокал (1994—1995) - Гленн Юнгстрём — гитара (1993—1997) - Йохан Ларссон — бас-гитара (1993—1997) - Йеспер Стрёмблад — гитара, клавишные (1993—2010), ударные (1993—1995) - Даниэль Свенссон — ударные (1998—2015) - Петер Иверс — бас-гитара (1997—2016) - Джо Рикард — ударные (2016—2018) - Брайс Пол — бас-гитара (2017—2023) - Никлас Энгелин — гитара (1997—1998, 2006, 2009, 2011—2022 (де-факто 2018))* - Таннер Уэйн — ударные (2018 — 2025) |

↑  * В 1997—2011 годах Никлас Энгелин время от времени был гастрольным гитаристом In Flames, первое время заменяя покинувшего группу в 1997 году Гленна Юнгстрёма, а затем — тогдашнего участника Йеспера Стрёмблада, когда последний боролся с алкоголизмом. С начала 2019 года Никлас приостановил участие в группе в связи с «проблемами со здоровьем». В июле 2022 года, когда его спросили об этом в интервью подкасту Scars And Guitars, он отказался отвечать на вопрос. На концертах его заменяет Крис Бродерик. По всей видимости, Энгелин покинул группу, так как Андерс Фриден упомянул, что Бродерик теперь «100% в группе», однако до сих пор ни одна сторона не делала никаких официальных заявлений. Лишь 19 ноября 2022 года Андерс всколзь подтвердил уход Никласа из группы.